# Челябинское маршрутное такси
Челябинское маршрутное такси — вид общественного транспорта в Челябинске, осуществляющий перевозки по нерегулируемым тарифам, действующий с 1999 года.

## История
Первое маршрутное такси в Челябинске появилось в мае 1996 года, вместо автобуса № 61 «Железнодорожный вокзал — Аэропорт». На маршруте работали микроавтобусы модели KIA из МУП «ЧПАТП-2».
В 1999 году появились новые маршруты, которые обслуживались муниципальными автобусными предприятиями. Стоимость проезда была такой же, как в общественном транспорте, — 2 рубля, но без льгот. На маршрутах работали автобусы ЛиАЗ-677М, ЗиЛ-3250, ПАЗ-3205R и другие.
В 2001 году появились частные перевозчики и первые желтые микроавтобусы «ГАЗель».

## В настоящее время
По состоянию на 2016 год маршрутное такси в городе занимало 70 % доли всего рынка. При этом некоторые маршруты полностью дублируют маршруты общественного транспорта, отчего последний терпит убытки. Ежедневно на маршруты, регулируемые частными перевозчиками, выпускается определённое количество машин — для каждого маршрута это число прописано в договоре между перевозчиком и муниципалитетом. Общее количество транспортных средств может достигать двух тысяч.
Около 55 % маршрутов в городе обслуживаются микроавтобусами вместимостью до 20 мест, что вызывает жалобы горожан: в часы пик, несмотря на короткие интервалы, уехать удаётся далеко не с первого раза. Когда народу мало, недобросовестные водители устраивают гонки за пассажирами, нарушая порой сразу несколько пунктов ПДД и подвергая пассажиров опасности.

## Маршруты
Маршруты охватывают все районы города и поселки в городской черте. Имеются маршруты до поселков Сосновского, Коркинского, Красноармейского районов, в город Копейск и Копейский округ, но некоторые не обслуживаются челябинскими перевозчиками.
| №  | Маршрут                                       | Протяженность | Максимальное количество Т/С       | Интервал в часы пик | Перевозчик                    |
| -- | --------------------------------------------- | ------------- | --------------------------------- | ------------------- | ----------------------------- |
| 10 | ЧМК — ЮУрГУ                                   | 28,15 км.     |                                   | 7 минут             | ООО «АвтоЛуч»                 |
| 13 | Пригородные кассы — пос. Локомотивный         | 4,8 км.       | 3 (малый класс)                   | 15 минут            | ООО «ТОДЕС»                   |
| 17 | пос. АМЗ — ул. Профессора Благих              |               | 36 (малый класс)                  | 4 минуты            | ООО «Такси-Сервис Ком»        |
| 25 | пос. Першино — ЦХП                            | 12,5 км.      | 2 (малый класс) 2 (средний класс) |                     | ООО «Меркурий»                |
| 36 | пос. Фёдоровка — ул. Мамина                   | 25,2 км.      | 26 (малый класс)                  | 12 минут            | ООО «Первая Гильдия+»         |
| 46 | ул. Чистопольская — Теплотехнический институт | 15,3 км.      | 10 (малый класс)                  | 9 минут             | ООО «Челябинское такси»       |
| 50 | ул. Петра Столыпина — ул. Мамина              |               |                                   |                     | ООО «Предприятие "Эдельвейс"» |
| 53 | пос. Новосинеглазово — ул. Петра Столыпина    |               | 30 (малый класс)                  | 8 минут             | ООО «Сервис-Транс»            |
| 54 | ТК «Диско» — Парковый микрорайон              |               |                                   |                     | ООО «А ТЕНДЕР ГРУПП»          |
| 75 | ЧКПЗ — ул. Бейвеля                            | 28,1 км.      | 42 (малый класс)                  | 5 минут             | ООО «Консул»                  |
| 86 | пос. Чурилово — ул. Бейвеля                   | 33,7 км.      | 30 (малый класс)                  | 6 минут             | ООО «Автолига»                |
| 92 | Стадион «Сигнал» — ЧМК                        | 26,2 км.      | 30 (малый класс)                  | 5 минут             | ООО «Консул»                  |

## Стоимость проезда
Цены на проезд в маршрутном такси устанавливаются компанией-перевозчиком.

### История стоимости проезда
С 2003 по 2011 года стоимость проезда в маршрутном такси составляла 10 рублей. Но в связи с ростом цен на горюче-смазочные материалы и запчасти, проезд стал активно повышаться.
| Дата установки тарифа | Стоимость проезда |
| --------------------- | ----------------- |
| 1 сентября 1999 года  | 2,00 руб.         |
| 1 февраля 2003 года   | 10,00 руб.        |
| 11 января 2011 года   | 15,00 руб.        |
| 5 сентября 2012 года  | 18,00 руб.        |
| 31 июля 2015 года     | 20,00 руб.        |
| 27 марта 2017 года    | 23,00 руб.        |
| 20 ноября 2017 года   | 25,00 руб.        |
| 10 апреля 2021 года   | 28,00 руб.        |
| 30 августа 2023 года  | 33,00 руб.        |

## Фотогалерея

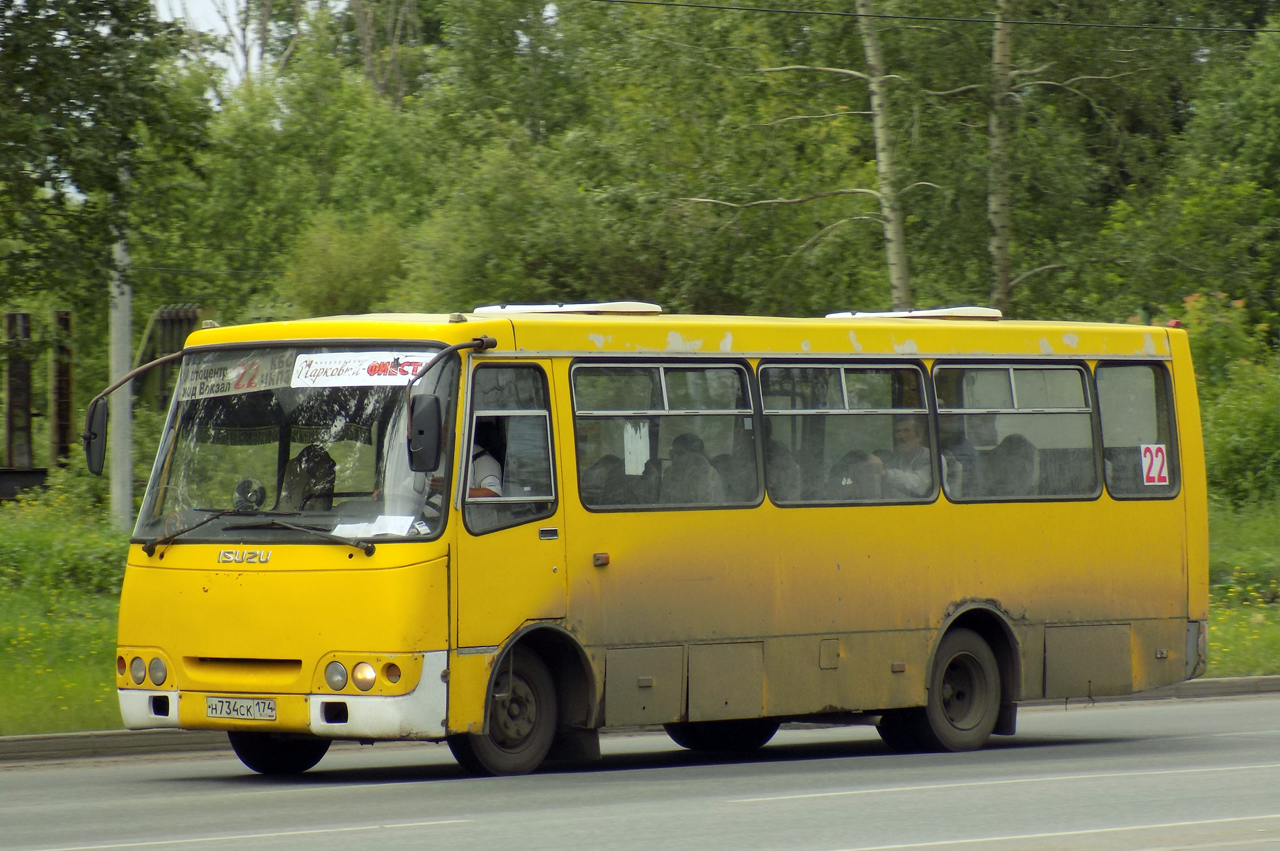
Автобус Богдан-А092 на 22 маршруте
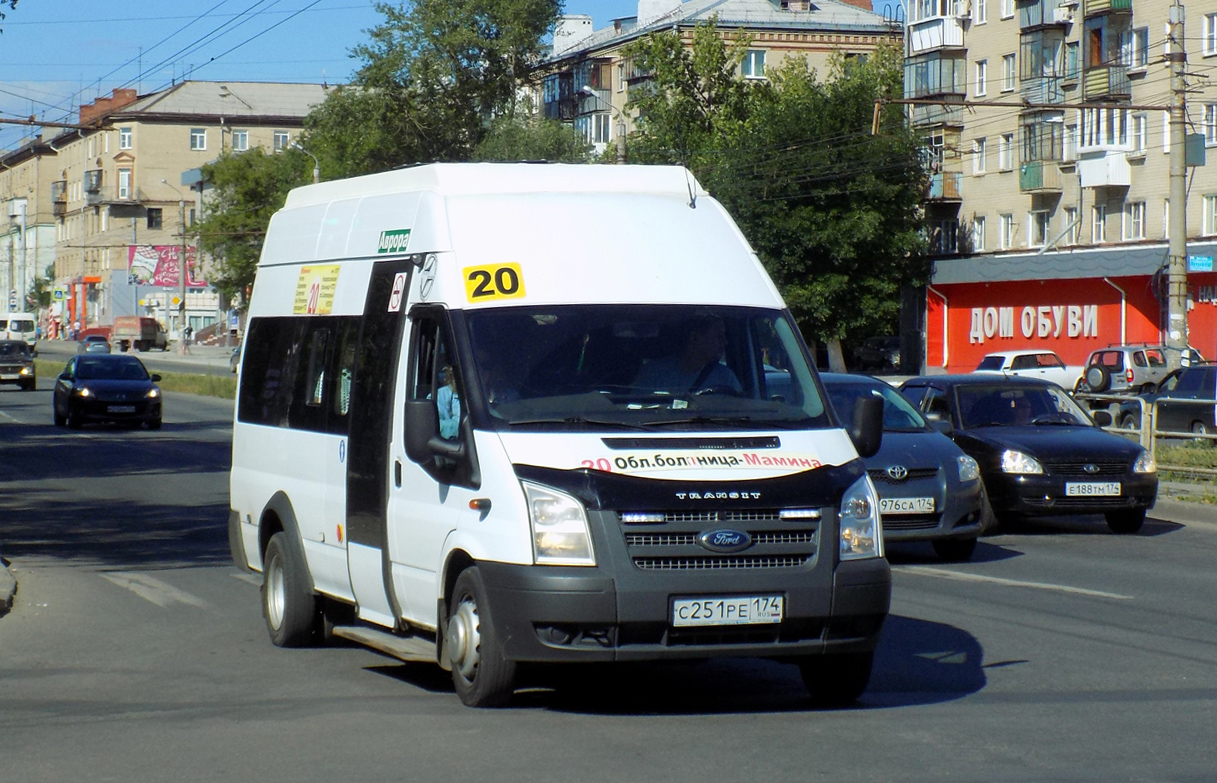
Микроавтобус Ford Transit на 20 маршруте